# حکومت اسلامی
حکومت اسلامی نوعی از حکومت دینی درجوامع مسلمان که حزب یا اشخاص حاکم معتقد به برتری اسلام، سعی درپیاده سازی قوانین بر پایه احکام و معارف اسلامی دارند. به عبارت دیگر، مقصود از حکومت اسلامی، حکومتی است که تمامی ارکان آن بر اساس دین اسلام شکل گرفته‌است.
حاکمان اسلامی معتقدند اسلام برنامه کاملی است که از جانب خدا راه چگونه زندگی کردن را آموخته‌است. حکومت نیز جزئی از زندگی ماست پس برای حکومت نیز باید از راهنمایی خدا استفاده کرد. این افراد نظریه جدایی دین از سیاست را قبول ندارند.
پیامبر اسلام نیز پس از هجرت از مکه به مدینه حکومت تشکیل داد.

## دیدگاه جمهوری اسلامی ایران
در دیدگاه‌های جمهوری اسلامی ایران حکومت دینی نه تنها در آن قوانین دینی اجرا می‌شود بلکه مجریان آن یا مستقیماً از طرف خدا منصوبند یا به اذن خاص یا عام معصوم منصوب شده‌اند.
در این دیدگاه، حکومت دینی شکلی از حکومت است که در آن همه امور سیاسی اجتماعی قضایی اقتصادی و … منشأ الهی پیدا می‌کند و طبق آزمون‌های دینی تعیین تکلیف در این امور به دین واگذار می‌شود. در حکومت دینی جایی برای مردم‌سالاری به عنوان تعیین سرنوشت اساسی جامعه وجود دارد که با مشارکت مردم و مشورت آنها از اهمیت برخوردار است.

## دیدگاه‌های مخالف با الهی بودن حکومت
سید محمد جواد غروی حکومت را یک امر دنیایی نه الهی می‌داند که مردم بر اساس همفکری و مشورت و ایجاد هم‌رأیی به تشکیل آن مبادرت می‌کنند و استدلال او این است که کلمة «امر» که جمع آن «امور» است در قرآن به معنای کارهای دنیایی مردم از جمله تشکیل دولت و حکومت است.